# Commelina crassicaulis
Commelina crassicaulis är en himmelsblomsväxtart som beskrevs av Charles Baron Clarke. Commelina crassicaulis ingår i släktet himmelsblommor, och familjen himmelsblomsväxter.
Artens utbredningsområde är Angola. Inga underarter finns listade.